# Joseph Richardson
 (janvier 2017).
Si vous disposez d'ouvrages ou d'articles de référence ou si vous connaissez des sites web de qualité traitant du thème abordé ici, merci de compléter l'article en donnant les références utiles à sa vérifiabilité et en les liant à la section « Notes et références ».
Joseph Richardson (11 février 1778 - 25 septembre 1871) était un Représentant du Massachusetts au Congrès des États-Unis.
Né à Billerica, il est diplômé du Dartmouth College en 1802. Il enseigne ensuite à Charlestown de 1804 à 1806. Il étudie la théologie et est ordonné pasteur et assigné à la première paroisse de l'Église unitarienne de Hingham le 2 juillet 1806. Il sert en tant que délégué à la convention constitutionnelle d'État en 1820. Il est membre du siège de la législature de l'État des représentants en 1821 et 1822. Il a servi dans le sénat d'État en 1823, 1824 et 1826.
Richardson a été élu comme un candidat Adams au 20e congrès des États-Unis (en) et réélu comme un Anti-Jacksonian au 21e congrès des États-Unis (en) (4 mars 1827-3 mars 1831).[pas clair]